# Craig Cannonier
Craig Cannonier, né en 1963, est un homme politique bermudien. Il est Premier ministre des Bermudes du 18 décembre 2012 au 19 mai 2014.

## Biographie
Craig Cannonier naît aux Bermudes en 1963. Il suit des études de psychologue du travail à l'université de Towson, d'où il sort diplômé en 1986. Il revient ensuite aux Bermudes pour être directeur des ressources humaines dans diverses entreprises bermudiennes.
Dirigeant, depuis 2011, de la formation politique One Bermuda Alliance qui remporte les élections législatives du 17 décembre 2012, il devient Premier ministre des Bermudes le lendemain en succédant à Paula Cox. Le 19 mai 2014, il démissionne et est remplacé par Michael Dunkley.